# Magyar Szövetség
A Magyar Szövetség  (röviden MSZ; szlovákul Maďarská Aliancia; szlovákul röviden MA) egy szlovákiai párt, érdekvédelmi szervezet, mely a magyar nemzetiséget képviseli, a felvidéki magyarok egységpártja.
2019 októberében alakult mozgalomként Összefogás néven. 2019 novemberében formálisan párttá alakult, ekkor átnevezték Magyar Közösségi Összefogásra (MKÖ). A 2020-as szlovákiai parlamenti választáson választási pártként indult, mely az eredeti Összefogás mozgalmat, emellett a Magyar Közösség Pártját (MKP) és Magyar Fórum (MF) pártot fogta össze közös választási listán.
2021 szeptemberében az MKP, valamint a 2020-as választási együttműködésből még kimaradt Most–Híd formálisan beolvadtak az MKÖ-be, és az MKÖ nevének megváltoztatásával létrejött Szövetség – Magyarok. Nemzetiségek. Régiók. néven a felvidéki magyarok új egységpártja.
A párt 2023. december 9-én megtartott kongresszusán döntöttek arról, hogy a párt nevét Magyar Szövetségre változtatják.

## Története

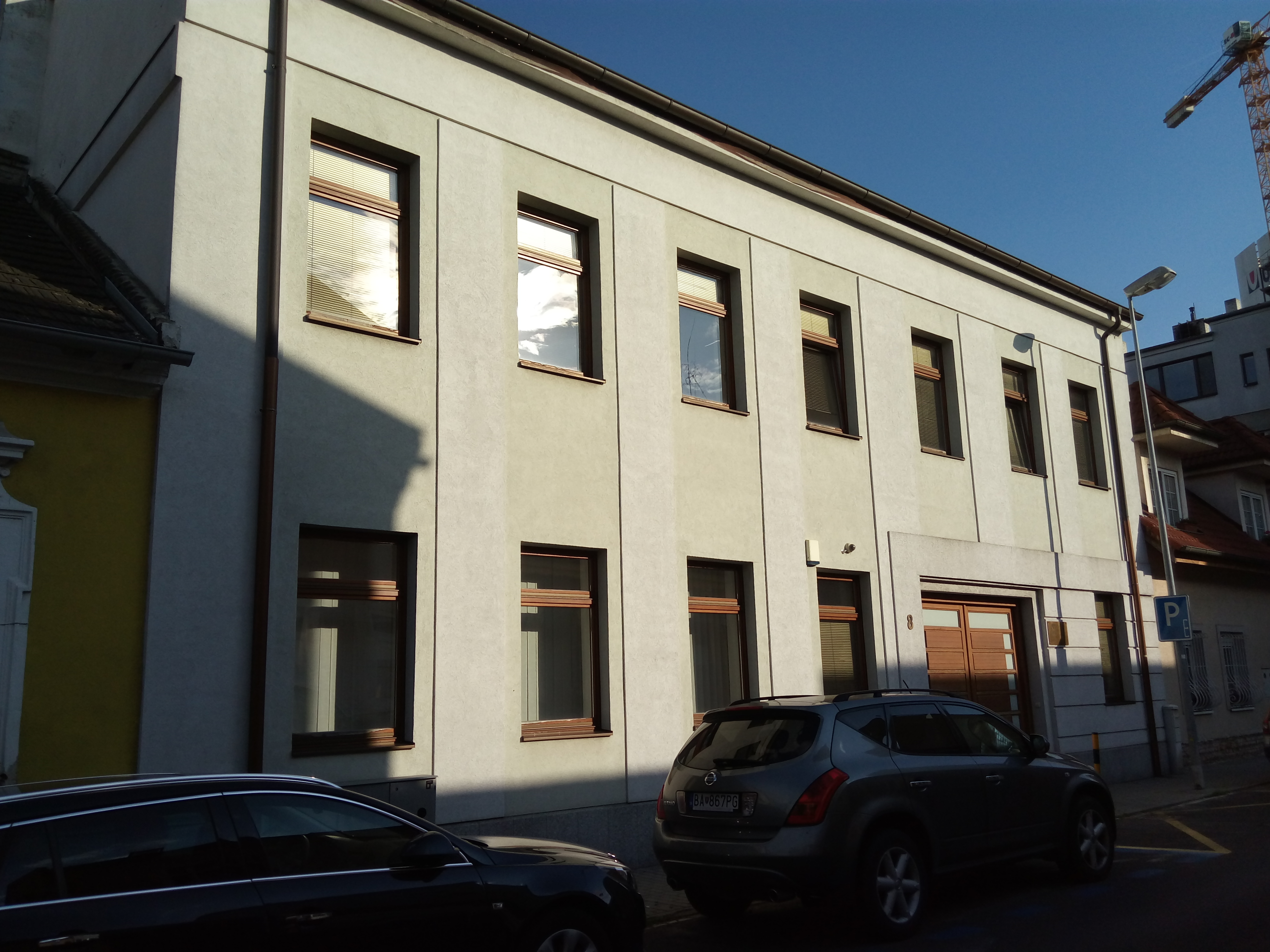
A Magyar Szövetség pozsonyi székháza

### A párt megalapítása
A párt 2019 őszén kezdett megalakulni, megalakulásának okaként a magyar pártok közötti vitákra hivatkoztak az alapítok, amelyek miatt már akkor reálisnak tűnt, hogy a 2020-as szlovákiai parlamenti választáson a magyar kisebbség nem lesz képviselve Szlovákia parlamentjében, a pozsonyi Nemzeti Tanácsban. A pártot Bauer Edit korábbi MKP-s európai parlamenti képviselő és Zászlós Gábor, a bársonyos forradalom utáni első szlovák kormány miniszterelnök-helyettese alapította.

### A 2020-as szlovákiai parlamenti választás
A közelgő parlamenti választás kapcsán még a párt formális megalakulása előtt az Összefogás mozgalom tagjai további négy etnikailag magyar párttal (MKP, Most–Híd, MKDSZ és MF) folytattak tárgyalásokat a választási együttműködésről. A Most–Híd és az MKDSZ akkor végül nem lett része a választási koalíciónak, viszont a többi magyar párt csatlakozott a választási együttműködéshez. Az Összefogás mozgalom 2019. november 24-én jóváhagyta az MKP-val és a Magyar Fórummal való közös indulását a 2020-as szlovákiai parlamenti választáson. Az Összefogás Mozgalom párttá alakult Magyar Közösségi Összefogás (MKÖ) néven, és az eredeti Összefogás mozgalom 30 jelöltet adott a 150 fős jelöltlistán. Mózes Szabolcs elnök a lista második, Orosz Örs a hatodik, Nagy József volt EP-képviselő pedig a kilencedik helyén indult. Mózes Szabolcs bejelentette, hogy összefognak a magyar kisebbség képviseletének biztosításáért, és hozzá kívánnak járulni a kormányváltáshoz, ennek részeként a SMER–SD párt hatalomból való eltávolításához.

### A 2020-as szlovákiai parlamenti választás után
A 2020-as szlovákiai parlamenti választáson sem az MKÖ, sem az akkor még külön indult Most–Híd nem jutott a szlovák parlamentbe, így az önálló Szlovákia történetében először nem jutott be magyar párt a pozsonyi törvényhozásba. Emiatt az MKÖ, az MKP, valamint a választási összefogásból a 2020-as parlamenti választáson még kimaradt Most–Híd tárgyalásokat kezdtek a korábbinál szorosabb együttműködésről, a három párt egyesüléséről annak érdekében, hogy a következő választáson egységes magyar pártként át tudják lépni az 5%-os parlamenti küszöböt. 2020. augusztus 20-án együttműködési nyilatkozatot írtak alá Révkomáromban. 2021 márciusában bejelentették, hogy a tárgyalások sikeresek voltak, és készülnek egy új párt, a Szövetség megalapítására. Bejelentették továbbá azt is, hogy új pártban az elnöki posztot az MKP, a Most–Híd az Országos Tanács elnöki posztját, míg az MKÖ az alelnöki posztot tölti be.

### A 2021-es egyesülési kongresszus

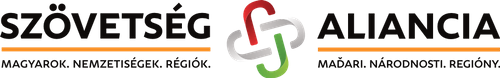
A Szövetség 2021-től 2023-ig használt logója

A Szövetség formálisan az MKP, a Most–Híd és az MKÖ összeolvadásával jött létre a párt somorjai egyesülési kongresszusán 2021. október 2-án. Az egyesülést a 2020-as választás után a felvidéki magyar pártok másfél évig tartó tárgyalássorozata előzte meg az együttműködés lehetőségéről és módjáról. Az összefogás célja a parlamentbe való visszatérés, illetve a kormánykoalíció részévé válás.
Az MKP utolsó elnöke, Forró Krisztián lett a Szövetség párt elnöke, emellett az Összefogás mozgalom addigi elnökét, Mózes Szabolcsot választották meg alelnöknek. A kongresszuson az elnök mellett megválasztották az Országos Tanács elnökét is – aki a Most–Híd korábbi elnöke, Sólymos László lett –, továbbá a platformok elnökeit és alelnökeit, a párt elnökségének tagjait, a párt ellenőrző bizottságának tagjait és a párt döntőbizottságának tagjait is. Sólymos László az egyesülés kapcsán így fogalmazott: „A magyarok, a nemzetiségek és a régiók politikai, parlamenti képviseletének alapjait fektettük le.” A Szövetség kinyilvánította Szlovákia EU-tagságának, NATO-tagágának és V4-tagságának támogatását. Kizárták az együttműködést az A Mi Szlovákiánk Néppárttal (ĽSNS) és Irány – Szociáldemokrácia (SMER–SD) párttal.

### A 2023-as szlovákiai parlamenti választás
A Szövetség indult a 2023-as szlovákiai parlamenti választáson, melyen reális esélye volt arra, hogy átlépje a parlamenti küszöböt: a Polis Slovakia közvélemény-kutató intézet 2023. szeptember 22-én közzétett kutatásából az derült ki, hogy 5,4%-os támogatottságon áll a Szövetség, mely meghaladja az 5%-os parlamenti küszöböt.
Az eredmények alapján azonban a párt a szavazatok mindössze 4,39%-át érte el, így nem jutott be a szlovákiai törvényhozásba. Ugyanakkor a több mint 130 ezer szavazat magasabb, mint az MKP felbomlása után bármely magyar pártra leadott szavazatok száma, és ez a tényező további elemzésre készteti a magyar politikusokat.

### A 2023-as kongresszus
A december 9-ei kongresszuson a párt nevét Magyar Szövetségre változtatták. A platformrendszert eltörölték, az alelnökök számát 2-re növelték, az elnökség tagjainak száma pedig 16-ra csökkent. A párt évi 424 ezer euró állami támogatásra jogosult, mivel 3% feletti eredménnyel végzett a legutóbbi parlamenti választáson.

## A párt elnökei
| #                                           | Kép                         | Név                         | hivatal kezdete             | hivatal vége                | Forrás                      |
| Magyar Közösségi Összefogás                 | Magyar Közösségi Összefogás | Magyar Közösségi Összefogás | Magyar Közösségi Összefogás | Magyar Közösségi Összefogás | Magyar Közösségi Összefogás |
| ------------------------------------------- | --------------------------- | --------------------------- | --------------------------- | --------------------------- | --------------------------- |
| 1.                                          |                             | Mózes Szabolcs              | 2019. október 31.           | 2021. október 7.            |                             |
| Szövetség – Magyarok. Nemzetiségek. Régiók. |                             |                             |                             |                             |                             |
| 2.                                          | Forró Krisztián             | Forró Krisztián             | 2021. október 7.            | 2023. december 9.           |                             |
| Magyar Szövetség                            |                             |                             |                             |                             |                             |
| (2.)                                        | Forró Krisztián             | Forró Krisztián             | 2023. december 9.           | 2024. október 23.           |                             |
| 3.                                          | Gubík László                | Gubík László                | 2024. október 23.           | hivatalban                  | [ 18 ]                      |

## Választási eredményei

### Országos választások
| Választás | Szavazatok száma | Szavazatok aránya | Mandátumok száma | Mandátumok aránya | Parlamenti szerepe |
| --------- | ---------------- | ----------------- | ---------------- | ----------------- | ------------------ |
| 2020-as   | 112 662          | 3,90%             | 0                | 0%                | nem jutott be      |
| 2023-as   | 130 183          | 4,39%             | 0                | 0%                | nem jutott be      |

### Az eredmények területi megoszlása

Az MKÖ által elért eredmény Szlovákia egyes járásaiban a 2020-as parlamenti választáson
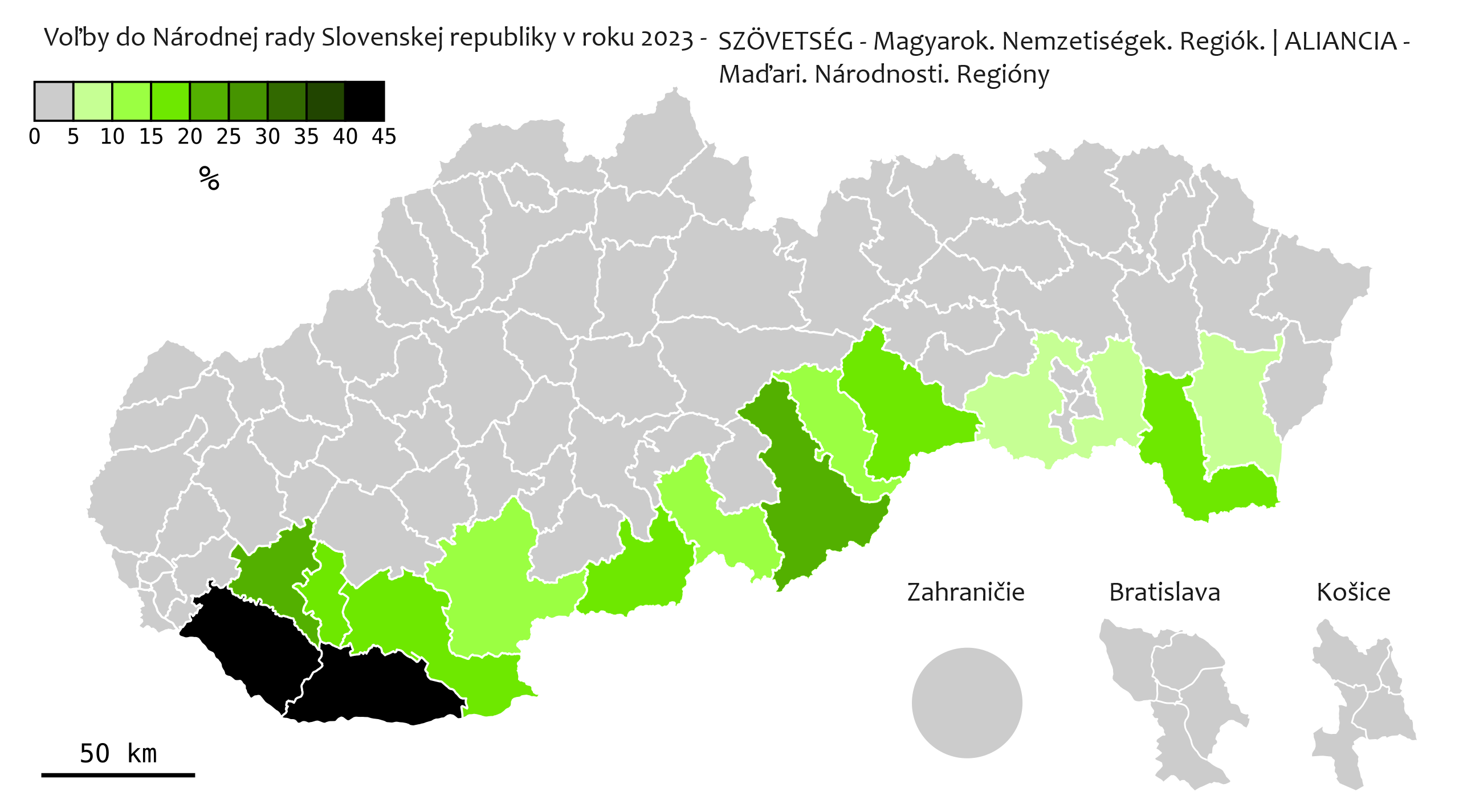
A Szövetség által elért eredmény Szlovákia egyes járásaiban a 2023-as parlamenti választáson

A 2023-as választáson a következő eredményeket összesíti a párt az ország magyarok lakta vidékein:
| Régió, Járás          | Szavazatok száma | Szavazatok aránya | Pártok közötti helyezés |
| --------------------- | ---------------- | ----------------- | ----------------------- |
| Pozsonyi járás        | 1 462            | 0,52%             | 11.                     |
| Szenci járás          | 2 323            | 3,96%             | 9.                      |
| Dunaszerdahelyi járás | 28 921           | 46,37%            | 1.                      |
| Galántai járás        | 10 331           | 20,36%            | 2.                      |
| Komáromi járás        | 22 255           | 48,78%            | 1.                      |
| Érsekújvári járás     | 13 647           | 19,21%            | 2.                      |
| Lévai járás           | 7 566            | 13,48%            | 4.                      |
| Nyitrai járás         | 1 709            | 1,8%              | 11.                     |
| Vágsellyei járás      | 4 722            | 18,28%            | 2.                      |
| Losonci járás         | 3 273            | 10,69%            | 4.                      |
| Nagyrőcei járás       | 1 826            | 11,85%            | 4.                      |
| Rimaszombati járás    | 8 106            | 24,96%            | 1.                      |
| Nagykürtösi járás     | 3 049            | 15,24%            | 3.                      |
| Rozsnyói járás        | 4 275            | 16,73%            | 2.                      |
| Kassa-környéki járás  | 3 591            | 5,76%             | 6.                      |
| Kassai járás          | 1 431            | 1,23%             | 11.                     |
| Nagymihályi járás     | 2 844            | 5,96%             | 5.                      |
| Tőketerebesi járás    | 7 585            | 17,44%            | 2.                      |

### Európai parlamenti választások
| Választás | Szavazatok száma | Szavazatok aránya | Mandátumok száma | Mandátumok aránya | Parlamenti szerepe |
| --------- | ---------------- | ----------------- | ---------------- | ----------------- | ------------------ |
| 2024-es   | 57 350           | 3,88%             | 0                | 0%                | nem jutott be      |

## Külső linkek
- A párt hivatalos oldala (magyarul)
- A párt hivatalos oldala (szlovákul) Archiválva 2021. október 15-i dátummal a Wayback Machine-ben
- A párt hivatalos honlapja (2019 – 2021) Archiválva 2020. február 29-i dátummal a Wayback Machine-ben
- A Magyar Szövetség a Szlovák Köztársaság Belügyminisztériumának politikai pártok és politikai mozgalmak nyilvántartásában Archiválva 2023. április 4-i dátummal a Wayback Machine-ben